# Balumina
In una vela di taglio (ad esempio fiocco o randa) è chiamato balùmina il lato opposto a quello di inferitura. Esso è quindi il lato compreso tra l'angolo superiore (detto angolo di penna o di drizza), e l'angolo inferiore poppiero, chiamato angolo di scotta o di bugna. Nello specifico la balumina è la caduta poppiera di una vela, cioè bordo di uscita del vento che scorre parallelamente alla superficie del mare.